# VV DOS in het seizoen 1959/60
Het seizoen 1959/1960 was het zesde jaar in het bestaan van de Utrechtse betaaldvoetbalclub DOS. De club kwam uit in de Eredivisie en eindigde daarin op de vierde plaats.

## Wedstrijdstatistieken

### Eredivisie
|       | ADO   | Ajax  | Blauw-Wit | DWS/A | Elinkwijk | Sportclub Enschede | Feijenoord | Fortuna '54 | MVV   | NAC   | PSV   | Rapid JC | Sittardia | Sparta | Volendam | VVV   | Willem II |
| ----- | ----- | ----- | --------- | ----- | --------- | ------------------ | ---------- | ----------- | ----- | ----- | ----- | -------- | --------- | ------ | -------- | ----- | --------- |
| Thuis | 3 – 1 | 2 – 2 | 3 – 2     | 4 – 2 | 3 – 2     | 3 – 3              | 0 – 1      | 8 – 0       | 7 – 2 | 1 – 2 | 2 – 1 | 1 – 2    | 1 – 0     | 1 – 0  | 2 – 0    | 1 – 2 | 2 – 1     |
| Uit   | 2 – 1 | 2 – 1 | 0 – 5     | 0 – 5 | 0 – 0     | 5 – 0              | 4 – 1      | 1 – 1       | 2 – 3 | 1 – 4 | 4 – 0 | 0 – 2    | 2 – 5     | 0 – 1  | 4 – 0    | 3 – 2 | 4 – 1     |

## Statistieken DOS 1959/1960

### Eindstand DOS in de Nederlandse Eredivisie 1959 / 1960
| Stand | Gespeeld | Gewonnen | Gelijk | Verloren | Punten | Doelpunten voor | Doelpunten tegen |
| ----- | -------- | -------- | ------ | -------- | ------ | --------------- | ---------------- |
| 4e    | 34       | 18       | 4      | 12       | 40     | 75              | 57               |

### Topscorers
| Competitie \| # \| Naam \| \| \| ----------------- \| -------------------- \| -- \| \| 1. \| Tonny van der Linden \| 28 \| \| 2. \| Cor Luiten \| 19 \| \| 3. \| Sjaak Brokx \| 7 \| \| 3. \| Wim Visser \| 7 \| \| 5. \| Jan de Kleijn \| 4 \| \| 5. \| Gerrit Krommert \| 4 \| \| 7. \| Gerrit Voges \| 3 \| \| 8. \| Dick Ducro \| 1 \| \| 8. \| Martin Okhuijsen \| 1 \| \| Onbekend doelpunt \| \| \| \| – \| Onbekend \| 1 \| \| Totaal \| Totaal \| 75 \| |                      |      |
| # | Naam                 | Goal |
| 1. | Tonny van der Linden | 28   |
| 2. | Cor Luiten           | 19   |
| 3. | Sjaak Brokx          | 7    |
| 3. | Wim Visser           | 7    |
| 5. | Jan de Kleijn        | 4    |
| 5. | Gerrit Krommert      | 4    |
| 7. | Gerrit Voges         | 3    |
| 8. | Dick Ducro           | 1    |
| 8. | Martin Okhuijsen     | 1    |
| Onbekend doelpunt |                      |      |
| – | Onbekend             | 1    |
| Totaal | Totaal               | 75   |

## Voetnoten
ADO ·
Ajax ·
Blauw-Wit ·
DOS ·
DWS/A ·
Elinkwijk ·
Sportclub Enschede ·
Feijenoord ·
Fortuna '54 ·
MVV ·
NAC ·
PSV ·
Rapid JC ·
Sittardia ·
Sparta ·
Volendam ·
VVV ·
Willem II